# Hamza Fassi-Fihri
Hamza Fassi-Fihri (Kenitra, 25 juni 1976) is een voormalig Belgisch politicus voor het cdH.

## Levensloop
Fassi-Fihri stamt uit een familie van hoge Marokkaanse burgerij. Hij woonde in verschillende Marokkaanse steden, Casablanca, Al Hoceima en Rabat, en verhuisde op dertienjarige leeftijd met zijn gezin naar Brussel. Hij ging er de humaniora volgen aan het Sint-Michielscollege in Etterbeek en volgde vervolgens hoger onderwijs. In 1999 behaalde hij een licentie in de journalistiek aan de Université Catholique de Louvain (UCL) en in 2000 een aanvullend diploma in economische wetenschappen en internationale politiek aan de Université  Libre de Bruxelles (ULB). Van 2014 tot 2016 volgde hij nog een executive master in de publieke bestuurskunde aan de London School of Economics.
Hij begon een loopbaan als journalist voor de krant Metro, waar hij zich verdiepte in economische en Europese thema's, en presenteerde vervolgens een jaar lang nieuwsbulletins en bedrijfsjournaals op de radiozender BFM. Ook werd Fassi-Fihri correspondent voor de Marokkaanse dagbladen L'Opinion en L'Economiste en leidde hij voor de Koning Boudewijnstichting een uitwisseling tussen Belgische en Marokkaanse journalisten, om enerzijds de Marokkaanse gemeenschap in België dichter bij hun land van oorsprong te brengen en anderzijds Belgen toe te laten de Marokkaanse gemeenschap beter te leren kennen.
Tevens stichtte hij een vereniging gericht op de strijd tegen discriminatie bij aanwervingen van personen van buitenlandse afkomst en het samenbrengen van de verschillende culturele gemeenschappen in Brussel. In 2002 sloot Fassi-Fihri zich aan bij de christendemocratische partij cdH, waarbij hij werd aangetrokken door de humanistische visie die door de partij werd uitgedragen. In november 2003 werd hij verkozen tot nationaal voorzitter van de jongerenafdeling Jeunes cdH, hetgeen hij bleef tot in november 2007. Tezelfdertijd was hij werkzaam voor cdH-voorzitter Joëlle Milquet, als politiek adviseur voor Brusselse aangelegenheden. Van 2010 tot 2013 was Fassi-Fihri tevens co-voorzitter van de Brusselse afdeling van het cdH en van 2016 tot 2019 nationaal vicevoorzitter van de partij.
In oktober 2006 werd hij verkozen tot gemeenteraadslid van Brussel. Hij werd er van december 2006 tot maart 2007 tijdelijk schepen van Sport, Groene Ruimtes, Leefmilieu, Internationale Solidariteit en Gemeentelijke Uitrusting en werd daarna opgevolgd door zijn partijgenoot Bertin Mampaka Mankamba. In april 2008 keerde Fassi-Fihri terug naar het Brusselse schepencollege als schepen van Burgerlijke Stand, Cultuur, Tewerkstelling en Opleiding ter vervanging van Joëlle Milquet, die federaal minister van Werk werd. Ditmaal bleef hij schepen tot in december 2012, om nadien tot aan zijn ontslag uit de Brusselse gemeenteraad in maart 2019 als gemeenteraadslid in de oppositie te zetelen.
Van juni 2007 tot mei 2019 zetelde Fassi-Fihri eveneens in het Brussels Hoofdstedelijk Parlement, waar hij van 2007 tot 2009 deel uitmaakte van de commissie Infrastructuur, Verkeerswezen en Openbare Werken, van 2009 tot 2014 zetelde in de commissie Economische Zaken, Werkgelegenheidsbeleid en Wetenschappelijk Onderzoek en van 2014 tot 2019 lid was van de commissie Economische Zaken en Tewerkstelling. Als verkozene in de Franstalige taalgroep zetelde Fassi-Fihri van rechtswege tevens in het Parlement francophone bruxellois, het parlement van de Franse Gemeenschapscommissie. Daarvan was hij van mei 2013 tot oktober 2014 voorzitter, daarna was hij daar van 2014 tot 2019 fractieleider voor het cdH. Van oktober 2014 tot mei 2019 had hij bovendien zitting in het Parlement van de Franse Gemeenschap. Hij was er van 2014 tot 2015 lid van de commissie Jeugdhulp, Justitiehuizen en Promotie van Brussel en van 2015 tot 2019 lid van de commissie Internationale Betrekkingen en Algemene Zaken. Bij de parlementsverkiezingen van mei 2019 stelde hij zich geen kandidaat meer en verliet hij de actieve politiek.
Als parlementslid specialiseerde Fassi-Fihri zich in economische zaken en tewerkstelling en cultuurbeleid, alsook in democratische thema's, bestuurszaken en verkiezingskwesties. Van 2015 tot 2019 was hij tevens voorzitter van de Belgische delegatie in de Assemblée parlementaire de la Francophonie, waarvoor hij deelnam aan observatiemissies bij verkiezingen in Afrikaanse landen als Togo, Tunesië en Madagaskar.
In 2019 werd hij programmadirecteur Parlement en Politieke Partijen bij het National Democratic Institute in Tunis. Later dat jaar werd hij coördinator voor het project van het European Centre for Electoral Support (ECES) in Nigeria.